# World Speedway League
World Speedway League, w Polsce potocznie żużlowa Liga Mistrzów – międzynarodowe, klubowe rozgrywki żużlowe, przeprowadzane pod egidą Międzynarodowej Federacji Motocyklowej w latach 2014–2015. Do startu w zawodach uprawnione były drużyny, które zdobyły mistrzostwo swego kraju w roku poprzedzającym turniej, z najsilniejszych na świecie lig: brytyjskiej, duńskiej, polskiej i szwedzkiej.

## Historia
Termin pierwszych zawodów wyznaczono na 18 października 2014 roku. Turniej odbył się w Zielonej Górze. W zawodach wystartowały drużyny: Poole Pirates, Esbjerg Motorsport, ZKŻ Zielona Góra  i Piraterna Motala, która została pierwszym w historii złotym medalistą FIM WSL.
Finał drugiej edycji odbył się 25 kwietnia 2015 roku. Turniej zorganizowano w Gorzowie Wielkopolskim. Z udziału w finale zrezygnował mistrz Wielkiej Brytanii – Poole Pirates, jego miejsce zajął inny brytyjski zespół – King’s Lynn Stars. Obsadę uzupełniły drużyny: Holsted Speedway Klub, Stal Gorzów Wielkopolski i Elit Vetlanda. Zawody zakończyły się zwycięstwem drużyny z Vetlandy.
Trzecia edycja była zaplanowana na 23 kwietnia 2016 roku. Zawody miały odbyć się w Berlinie. Z udziału w finale ponownie zrezygnował mistrz Wielkiej Brytanii – Poole Pirates, jego miejsce miał zająć Belle Vue Aces. Ponadto do startu uprawnione były drużyny: Munkebo Scorpions, Unia Leszno i Elit Vetlanda. Ostatecznie zawody nie doszły do skutku.

## Medaliści
| Rok  | Miejsce      | Złoto                       | Srebro                   | Brąz                  | Źr.    |
| ---- | ------------ | --------------------------- | ------------------------ | --------------------- | ------ |
| 2014 | Zielona Góra | Piraterna Motala            | Poole Pirates            | ZKŻ Zielona Góra      | [ 10 ] |
| 2015 | Gorzów Wlkp. | Elit Vetlanda               | Stal Gorzów Wielkopolski | Holsted Speedway Klub | [ 11 ] |
| 2016 | Berlin       | Finał nie został rozegrany. | [ 12 ]                   |                       |        |

## Klasyfikacja medalowa

### Według klubów
Stan po sezonie 2015
| Lp. | Klub                     | Państwo         | Złoto | Srebro | Brąz | Razem |
| --- | ------------------------ | --------------- | ----- | ------ | ---- | ----- |
| 1.  | Piraterna Motala         | Szwecja         | 1     | –      | –    | 1     |
| 1.  | Elit Vetlanda            | Szwecja         | 1     | –      | –    | 1     |
| 3.  | Poole Pirates            | Wielka Brytania | –     | 1      | –    | 1     |
| 3.  | Stal Gorzów Wielkopolski | Polska          | –     | 1      | –    | 1     |
| 5.  | ZKŻ Zielona Góra         | Polska          | –     | –      | 1    | 1     |
| 5.  | Holsted Speedway Klub    | Dania           | –     | –      | 1    | 1     |

### Według państw
Stan po sezonie 2015
| Lp. | Państwo         | Złoto | Srebro | Brąz | Razem |
| --- | --------------- | ----- | ------ | ---- | ----- |
| 1.  | Szwecja         | 2     | –      | –    | 2     |
| 2.  | Polska          | –     | 1      | 1    | 2     |
| 3.  | Wielka Brytania | –     | 1      | –    | 1     |
| 4.  | Dania           | –     | –      | 1    | 1     |

### Według zawodników
Stan po sezonie 2015
Tabela obejmuje 10 najbardziej utytułowanych zawodników.
| Lp. | Zawodnik          | Państwo         | Lata      | Złoto | Srebro | Brąz | Razem |
| --- | ----------------- | --------------- | --------- | ----- | ------ | ---- | ----- |
| 1.  | Tomas H. Jonasson | Szwecja         | 2014–2015 | 1     | 1      | –    | 2     |
| 1.  | Linus Sundström   | Szwecja         | 2014–2015 | 1     | 1      | –    | 2     |
| 1.  | Matej Žagar       | Słowenia        | 2014–2015 | 1     | 1      | –    | 2     |
| 4.  | Jarosław Hampel   | Polska          | 2014–2015 | 1     | –      | 1    | 2     |
| 5.  | Jason Doyle       | Australia       | 2014      | 1     | –      | –    | 1     |
| 5.  | Piotr Pawlicki    | Polska          | 2014      | 1     | –      | –    | 1     |
| 5.  | Rory Schlein      | Australia       | 2014      | 1     | –      | –    | 1     |
| 5.  | Janusz Kołodziej  | Polska          | 2015      | 1     | –      | –    | 1     |
| 5.  | Peter Ljung       | Szwecja         | 2015      | 1     | –      | –    | 1     |
| 5.  | Tai Woffinden     | Wielka Brytania | 2015      | 1     | –      | –    | 1     |